# Anomaloglossus murisipanensis
Anomaloglossus murisipanensis es una especie de anfibio anuro de la familia Aromobatidae.

## Distribución geográfica
Esta especie es endémica del tepuy Murisipán en el estado de Bolívar en Venezuela. Habita a unos 2350 m de altitud.

## Etimología
Su nombre de especie, compuesto de murisipan y el sufijo latín -ensis, significa "que vive en, que habita", y se le dio en referencia al lugar de su descubrimiento, el tepuy Murisipán.

## Publicación original
- La Marca, 1997 "1996" : Ranas del género Colostethus (Amphibia: Anura:Dendrobatidae) de la Guayana Venezolana con la descripción de siete especies nuevas. Publicaciones de la Asociación de Amigos de Doñana, vol. 9, p. 1-64.[5]